# Der Rebell (2006)
Der Rebell ist ein Dokumentarfilm des Regisseurs Jan Peter über den ehemaligen deutschen Neonazi Odfried Hepp.

## Handlung
Der Film beginnt mit folgendem Zitat:

„Das größte Rätsel ist der Mensch sich selbst.“

Der Dokumentarfilm zeichnet die Biografie des Odfried Hepp. Der Rechtsterrorist berichtet im Film über sein Leben als Neonazi, gleichzeitig Kämpfer der Palästinensischen Befreiungsfront (PLF) und inoffizieller Mitarbeiter des DDR-Staatssicherheitsdienstes.

## Auszeichnungen
Der Rebell ist einer von 14 Filmen, die von der AG DOK zusammen mit German films und den Goethe-Instituten Japan und Korea für die Filmreihe „Facing the Past“ auf dem Yamagata Dokumentarfilmfestival 2007 ausgewählt wurden.
Zudem lief der Film in deutschen Dokumentarfilmreihen in Tokio und Kyoto (Japan) und Seoul (Südkorea).